# 舛部
舛部，為漢字索引中的部首之一，康熙字典214個部首中的第一百三十六個（六劃的則為第十九個）。在傳統漢字與中文簡化字中，其都被歸為六劃部首。舛部只以下方為部字。且無其他部首可用者將部首歸為舛部。

## 部首單字解釋
1.違背。
2.錯誤、錯亂。
3.困厄、不幸。

## 字形

大篆
小篆

## 字例
（依Unicode排名）
| 除部首外之筆劃 | 字例 |
| -------------- | ---- |
| 0              | 舛   |
| 6              | 舜   |
| 7              | 舝   |
| 8              | 䑝舞 |
| 10             | 䑞   |
| 15             | 䑟   |
| 17             | 𦨂   |